# Кодекс Грегоріана
Кодекс Грегоріана (лат. Codex Gregorianus) — рання кодифікація імператорських конституцій, зроблена в правління Діоклетіана Грегоріаном.
Конституції систематизовані в кодексі у хронологічному порядку і розподілені на 14 книг. Цей Codex Gregorianus часто цитувався при пізніших римських імператорах і, ймовірно, разом з подальшими лат. Codex Hermogenianus (автор Аврелій Гермогеніан) і лат. Codex Theodosianus був покладений в основу кодексу Юстиніана.